# Labyrinthus
Pour le film, voir Labyrinthus (film).
En planétologie, un labyrinthus (pluriel : labyrinthi) est un réseau complexe de vallées et de canyons entrecroisés, découpant le plus souvent un plateau (planum). Le mot est emprunté au latin (« labyrinthe »).
Des labyrinthi ont été décrits sur Mars et sur Vénus. Ce type de formation correspond typiquement à un soulèvement crustal. Sur Mars c'est notamment le cas de Noctis Labyrinthus, au nord du haut plateau de Syria Planum, point de départ des canyons de Valles Marineris.
Le terme labyrinthus a également été utilisé pour des labyrinthes à thèmes tels que l'Égypte ancienne. Ce concept consistant à tracer des dédales ludiques à travers des champs de maïs est apparu en France dans les années 1990, sur des sites comme Cordes-sur-Ciel, Gémozac ou Ribeauvillé.

## Exemples
- Adamas Labyrinthus
- Cydonia Labyrinthus
- Hyperboreus Labyrinthus
- Noctis Labyrinthus